# Vioolsonate (Franck)

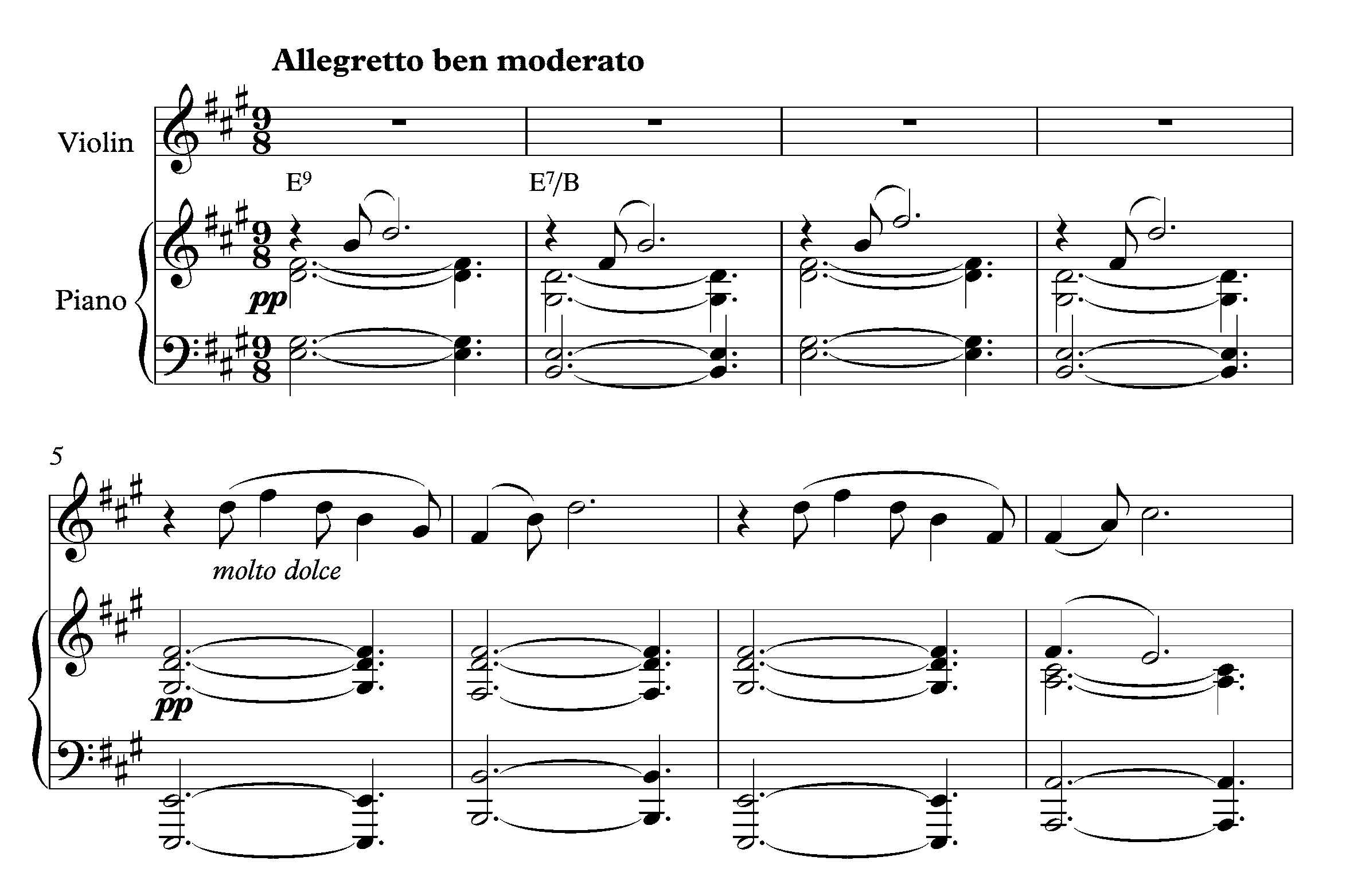
Opening

De Sonate voor viool en piano uit 1886 in A-groot is een bekend kamermuziekwerk van de Belgisch / Franse componist César Franck (1822-1890).

## Achtergrond
Het stuk met een tijdsduur van ongeveer 25 minuten behoort tot het standaardrepertoire van vele violisten. De sonate werd opgedragen als huwelijkscadeau aan Eugène Ysaÿe, wiens vertolkingen in de loop van ruim veertig jaar aanzienlijk hebben bijgedragen aan de erkenning van César Franck als een groot componist.
Met goedkeuring van Franck maakte Jules Delsart ook een versie met cello in plaats van viool, die regelmatig gespeeld wordt. Niet uitgesloten is dat het werk eigenlijk voor cello bedoeld was. De cellist Pablo Casals heeft dat altijd beweerd. De compositie zou al een eindweegs gevorderd zijn, toen Franck besloten zou hebben de sonate om te werken voor viool. Na voltooiing vroeg de pianiste Marie-Léontine Bordes-Pène hem of hij genegen was het werk aan te bieden aan Ysaÿe en zijn bruid Louise Bourdeau de Courtrai. Franck schreef terug: "Ik wil dat graag doen, ik heb het nog aan niemand anders beloofd en het zou mij een groot genoegen doen als zo'n groot kunstenaar ervoor zou pleiten". Charles Bordes, zwager van de pianiste, nam de taak op zich het werk te presenteren als Francks huwelijksgeschenk op de ochtend van de trouwdag op 26 september 1886 in Arlon. Na een snelle oefensessie speelden Ysaÿe en Marie-Léontine Bordes-Pène het stuk voor de gasten.
De sonate kende haar eerste publieke uitvoering op 16 december 1886 in het Brusselse Musée Moderne de Peinture, ondergebracht in het Oude Hof bij het Koningsplein. Eugène Ysaÿe en Marie-Léontine Bordes-Pène waren wederom de uitvoerenden. De sonate was het laatste werk in een lang programma dat om 3 uur 's middags aanving. Toen het tijd was voor de sonate was de schemer reeds ingevallen, maar om de schilderijen te beschermen verbood de museumdirectie het gebruik van kunstlicht. Het leek erop dat de uitvoering niet door zou gaan en het publiek werd al bijna weggestuurd, maar het duo besloot toch te spelen. Boven het openingsdeel zou aanvankelijk Andante of Adagio gestaan hebben, maar Ysaÿe wilde opschieten om de duisternis voor te zijn. Hij spoorde de pianiste aan door - "allons, allons" roepend - met zijn strijkstok tegen de lessenaar te tikken. Het hogere tempo zou Franck zo goed zijn bevallen, dat hij de aanduiding later veranderde in Allegretto. Toen de beroemde violist Armand Parent opmerkte dat Ysaÿe de aanwijzingen van de componist niet had gevolgd, antwoordde Franck: "Misschien is dat zo, maar vanaf nu kan het niet meer op een andere manier gespeeld worden. Maak je geen zorgen, Ysaÿe is degene die het bij het rechte eind heeft". De laatste drie delen werden in vrijwel complete duisternis uit het hoofd uitgevoerd. Vincent d'Indy was erbij aanwezig. Hij beschreef de details bij deze gebeurtenis en voegde eraan toe: "De muziek bleef wonderbaarlijk overeind in de duisternis van de avond. Dat wonder zal nooit worden vergeten door hen die erbij waren".
Ysaÿe hield het werk gedurende de daaropvolgende 40 jaar op zijn repertoire, met vele pianisten, onder wie zijn broer Théophile Ysaÿe, Ernest Chausson, Ferruccio Busoni, Vincent d'Indy, Raoul Pugno, Camille Decreus, Arthur De Greef, Leopold Godowsky en Yves Nat. Zijn pleidooi leidde tot publieke erkenning voor Franck als belangrijk componist. Deze erkenning kwam wel laat, want binnen vier jaar was Franck overleden. Franck zou slechts met één ander werk publiek succes boeken, namelijk met zijn strijkkwartet in D-majeur, dat in zijn laatste jaar op 19 april 1890 als première in de Salle Pleyel werd uitgevoerd. Acht dagen later speelde het Quatuor Ysaÿe dat werk in Doornik bij het laatste concert waarbij de componist aanwezig was.
De grote sonate verschijnt regelmatig in recitals en op opnamen, en behoort tot het hoofdrepertoire voor violisten. Enkele beroemde opnamen zijn die van Jacques Thibaud met Alfred Cortot, Jascha Heifetz met Arthur Rubinstein, Yehudi Menuhin met zijn zuster Hepzibah, David Oistrakh met Sviatoslav Richter, Arthur Grumiaux met György Sebök, Itzhak Perlman met Martha Argerich en ook met Vladimir Ashkenazy, Shlomo Mintz met Yefim Bronfman en Kyung Wha Chung met Radu Lupu.
Het werk staat bekend om zijn relatief lastige pianopartij. Pianotechnische moeilijkheden zijn onder andere de zeer grote akkoorden – de componist had zelf zeer grote handen – en de virtuoze passages in met name het tweede deel.

## Opzet
Franck schreef het vierdelige werk in de sonatevorm volgens de vroege vormtraditie (langzaam - snel - langzaam - snel). Het idioom is laatromantisch. Hoewel de delen niet doorgecomponeerd zijn, zitten in elk deel thematisch herkenbare elementen en motieven uit de andere delen verwerkt volgens het door Franck ontwikkelde 'cyclisch principe'. De vier delen zijn:
1. Allegretto ben moderato, geschreven in een rustige 9/8 maat, thematisch gebaseerd op het none/septiemakkoord op de dominant.
2. Allegro, woester, virtuozer, opzwepend, gepassioneerd, in d-klein
3. Recitativo-Fantasia, ben moderato, opent met een recitatief in een onbestemd a-klein, dat via zwaarmoedige modulaties al snel verlaten wordt en overgaat in een meer beweeglijke cantilene om af te sluiten in fis-klein; dit deel heeft een vrijere vorm en klinkt quasi-geïmproviseerd.
4. Allegretto poco mosso, een in A-groot geschreven canonisch gecomponeerd rondo, waarbij piano en viool elkaars motief bijna voortdurend herhalen.

## Andere versies
De door Franck goedgekeurde celloversie van Jules Delsart wordt regelmatig uitgevoerd en werd opgenomen door onder anderen Jacqueline du Pré met Daniel Barenboim en Mischa Maisky met Martha Argerich. Doordat de pianopartij dezelfde is gebleven, ontstaat een andere klankverhouding met het twee octaven lager spelende strijkinstrument.
Sommige musici spelen de sonate op andere instrumenten dan viool of cello, zoals altviool, dwarsfluit (bijvoorbeeld James Galway met Martha Argerich en Sharon Bezaly met Vladimir Ashkenazy), saxofoon en tuba. Deze transcripties zijn vele jaren na Francks dood gemaakt en derhalve niet geautoriseerd. Van de versie voor pianoduo van Alfred Cortot zijn diverse opnamen gemaakt. Cortot maakte ook een versie voor solopiano die af en toe gespeeld is. Leonid Kogan maakte in 1980 een opname van een orkestratie van de sonate, gedirigeerd door zijn zoon Pavel Kogan. De violiste Liza Ferschtman trad op met Calefax in een door Raaf Hekkema gemaakte versie met rietkwintet.